# 2016年ヨーロッパグランプリ
2016年ヨーロッパグランプリは、2016年のF1世界選手権第8戦として、2016年6月19日にアゼルバイジャンのバクー市街地コースで開催された。

## レース前
このレースでピレリが持ち込んだタイヤはスーパーソフト、ソフト、ミディアムの3種類。
ダニエル・リカルドがレッドブルとの契約を2018年まで延長。

## フリー走行
2016年6月17日（金曜日）
1回目（FP1）
初開催のコースだったため、エスケープゾーンへ逃れたりスピンやクラッシュするマシンが相次いだ。セバスチャン・ベッテルは16コーナーでスピン、エステバン・グティエレスやダニール・クビアトは15コーナー、ケビン・マグヌッセンは3コーナー、ジョリオン・パーマーは4コーナーでエスケープゾーンへ逃れた。終了25分前、ダニエル・リカルドが15コーナーでクラッシュし赤旗中断。再開後、カルロス・サインツが15コーナーを曲がりきれずバリアに軽く接触した。トップタイムはルイス・ハミルトン（1:46.435）。セッション終了後、多くのマシンのタイヤで縁石による損傷が確認されたため、FIAは「ターン6にある縁石の出口を極力避けてほしい」と警告した。なお、FP1の後に行われたGP2の予選でも同様の原因により赤旗中断となっている。多くのドライバーが「狭い」、「アタックしにくい」という感想を残した。
2回目（FP2）
FP1に続き、トップタイムはハミルトン（1:44.223）。フェラーリ勢の不調が目立った。この日の深夜、FIAは3箇所（6コーナー、12コーナー、15コーナー）の縁石を撤去した。また、ピットロード入口へと導入する白線も変更された。最低空気圧の設定値が高過ぎるとの批判を受け、ピレリはタイヤの最低空気圧引き下げに応じた。
2016年6月18日（土曜日）
3回目（FP3）
開始直後にピットロード出口でバルテリ・ボッタスが排水溝の上を通過した直後に、外れた蓋がマシンの側面に接触してダメージを受けた。この修復のため、ボッタスはタイムを出せなかった。FP1から好調だったフォース・インディアだったが、終了直前にセルジオ・ペレスがターン15の立ち上がりでクラッシュ、赤旗が振られそのまま終了となった。なお、ペレスはこのクラッシュによりギアボックスを交換、5グリッド降格が決定している。ハミルトン（1:44.352）が全てのセッションでトップタイムを記録した。

## 予選
2016年6月18日（土曜日）
ニコ・ロズベルグがポールポジションを獲得。バルテリ・ボッタスが予選におけるF1最高速度の378km/hをマークした。

### 経過
Q1
ニコ・ロズベルグがトップタイムを出し、ルイス・ハミルトンもロズベルグに続いたが15コーナーでエスケープに直進している。
Q2
Q1に続いてロズベルグがトップタイム。2位のハミルトンに1秒以上の差を付けた。ハミルトンは7コーナーでコースアウトするなどミスが目立った。
Q3
残り2分5秒でハミルトンがクラッシュしたため赤旗中断。再開後はハミルトンを除く全車が1ラップのアタック合戦を行うという形になったが、ロズベルグのトップは揺るがず、ポールポジションを獲得した。2位のセルジオ・ペレスはギアボックス交換により7番グリッドに降格、ダニエル・リカルドとセバスチャン・ベッテルは同タイムだったが、規定により先に記録したリカルドが3位となりフロントローを獲得した。予選セッション終了後、ハミルトンは｢バクーは高速道路｣と感想を残した。

### 結果
| Pos.                | No. | ドライバー                 | コンストラクター                | Q1       | Q2       | Q3        | Grid |
| ------------------- | --- | -------------------------- | ------------------------------- | -------- | -------- | --------- | ---- |
| 1                   | 6   | ニコ・ロズベルグ           | メルセデス                      | 1:43.685 | 1:42.520 | 1:42.758  | 1    |
| 2                   | 11  | セルジオ・ペレス           | フォース・インディア-メルセデス | 1:44.462 | 1:43.939 | 1:43.515  | 71   |
| 3                   | 3   | ダニエル・リカルド         | レッドブル-タグ・ホイヤー       | 1:44.570 | 1:44.141 | 1:43.9662 | 2    |
| 4                   | 5   | セバスチャン・ベッテル     | フェラーリ                      | 1:45.062 | 1:44.461 | 1:43.9662 | 3    |
| 5                   | 7   | キミ・ライコネン           | フェラーリ                      | 1:44.936 | 1:44.533 | 1:44.269  | 4    |
| 6                   | 19  | フェリペ・マッサ           | ウィリアムズ-メルセデス         | 1:45.494 | 1:44.696 | 1:44.483  | 5    |
| 7                   | 26  | ダニール・クビアト         | トロ・ロッソ-フェラーリ         | 1:44.694 | 1:44.687 | 1:44.717  | 6    |
| 8                   | 77  | バルテリ・ボッタス         | ウィリアムズ-メルセデス         | 1:44.706 | 1:44.477 | 1:45.246  | 8    |
| 9                   | 33  | マックス・フェルスタッペン | レッドブル-タグ・ホイヤー       | 1:44.939 | 1:44.387 | 1:45.570  | 9    |
| 10                  | 44  | ルイス・ハミルトン         | メルセデス                      | 1:44.259 | 1:43.526 | 2:01.954  | 10   |
| 11                  | 8   | ロマン・グロージャン       | ハース-フェラーリ               | 1:45.507 | 1:44.755 |           | 11   |
| 12                  | 27  | ニコ・ヒュルケンベルグ     | フォース・インディア-メルセデス | 1:44.860 | 1:44.824 |           | 12   |
| 13                  | 55  | カルロス・サインツ         | トロ・ロッソ-フェラーリ         | 1:44.827 | 1:45.000 |           | 183  |
| 14                  | 14  | フェルナンド・アロンソ     | マクラーレン-ホンダ             | 1:45.525 | 1:45.270 |           | 13   |
| 15                  | 21  | エステバン・グティエレス   | ハース-フェラーリ               | 1:45.300 | 1:45.349 |           | 14   |
| 16                  | 12  | フェリペ・ナッセ           | ザウバー-フェラーリ             | 1:45.549 | 1:46.048 |           | 15   |
| 17                  | 88  | リオ・ハリアント           | MRT-メルセデス                  | 1:45.665 |          |           | 16   |
| 18                  | 94  | パスカル・ウェーレイン     | MRT-メルセデス                  | 1:45.750 |          |           | 17   |
| 19                  | 22  | ジェンソン・バトン         | マクラーレン-ホンダ             | 1:45.804 |          |           | 19   |
| 20                  | 9   | マーカス・エリクソン       | ザウバー-フェラーリ             | 1:46.231 |          |           | 20   |
| 21                  | 20  | ケビン・マグヌッセン       | ルノー                          | 1:46.348 |          |           | PL4  |
| 22                  | 30  | ジョリオン・パーマー       | ルノー                          | 1:46.394 |          |           | 21   |
| 107% time: 1:50.942 |     |                            |                                 |          |          |           |      |
| ソース              |     |                            |                                 |          |          |           |      |

追記
- ^1 - ペレスはFP3でのクラッシュによりギアボックスを交換したため5グリッド降格[7]
- ^2 - リカルドとベッテルは同タイムだが、規定により先にタイムを出したリカルドが上位となる
- ^3 - サインツは決勝レース前にギアボックスを交換したため5グリッド降格[8]
- ^4 - マグヌッセンは決勝レース前にギアボックスを交換したため5グリッド降格となったが、サスペンションのセットアップを変更したためピットレーンからスタート[8]

## 決勝
2016年6月19日（日曜日）
- 天候：晴
- 路面状況：ドライ

### 経過
メルセデスのルイス・ハミルトンがパワー設定に問題があるままの走行を続けたため、大幅に順位を落とし、終了直前にタイヤの弱ったキミ・ライコネンをパスしてセルジオ・ペレスが表彰台に登るなど、新旧交代をうかがわせるレース展開であった。マクラーレン・ホンダはバクー特有の「特大のストレート」に対処できず、ジェンソン・バトンが入賞圏に一歩及ばず11位、フェルナンド・アロンソはギアボックスのトラブルでリタイアしノーポイントに終わった。一度もトップの座を譲らずポール・トゥ・ウィンを果たしたニコ・ロズベルグは48周目にファステストラップも記録し、ロシアGPに続いて自身2度目のグランドスラムを達成した。
アゼルバイジャン初のF1という触れ込みの割には、本選は肉眼でもわかるほどのスタンド席の空席が目立っていた。ただし、ヘルマン・ティルケの安全設計は十分で、セーフティーカーゼロ、クラッシュゼロ(ただし、接触はあった)の結果に終わった。建物から観戦するファンが目立った。コースは非常に狭く、アゼルバイジャンのイスラム教信者に配慮して「Heineken」の広告の代わりに、「WELL DONE BAKU」という当たり障りのない看板が据えられた。

### 結果
| Pos.   | No. | ドライバー                 | コンストラクター                | 周回数 | タイム/リタイア | Grid | Pts. |
| ------ | --- | -------------------------- | ------------------------------- | ------ | --------------- | ---- | ---- |
| 1      | 6   | ニコ・ロズベルグ           | メルセデス                      | 51     | 1:32:52.366     | 1    | 25   |
| 2      | 5   | セバスチャン・ベッテル     | フェラーリ                      | 51     | +16.696         | 3    | 18   |
| 3      | 11  | セルジオ・ペレス           | フォース・インディア-メルセデス | 51     | +25.241         | 7    | 15   |
| 4      | 7   | キミ・ライコネン           | フェラーリ                      | 51     | +33.1021        | 4    | 12   |
| 5      | 44  | ルイス・ハミルトン         | メルセデス                      | 51     | +56.335         | 10   | 10   |
| 6      | 77  | バルテリ・ボッタス         | ウィリアムズ-メルセデス         | 51     | +1.00.886       | 8    | 8    |
| 7      | 3   | ダニエル・リカルド         | レッドブル-タグ・ホイヤー       | 51     | +1:09.229       | 2    | 6    |
| 8      | 33  | マックス・フェルスタッペン | レッドブル-タグ・ホイヤー       | 51     | +1.10.696       | 9    | 4    |
| 9      | 27  | ニコ・ヒュルケンベルグ     | フォース・インディア-メルセデス | 51     | +1.17.708       | 12   | 2    |
| 10     | 19  | フェリペ・マッサ           | ウィリアムズ-メルセデス         | 51     | +1.25.375       | 5    | 1    |
| 11     | 22  | ジェンソン・バトン         | マクラーレン-ホンダ             | 51     | +1.44.817       | 19   |      |
| 12     | 12  | フェリペ・ナッセ           | ザウバー-フェラーリ             | 50     | +1 Lap          | 15   |      |
| 13     | 8   | ロマン・グロージャン       | ハース-フェラーリ               | 50     | +1 Lap          | 11   |      |
| 14     | 20  | ケビン・マグヌッセン       | ルノー                          | 50     | +1 Lap          | PL   |      |
| 15     | 30  | ジョリオン・パーマー       | ルノー                          | 50     | +1 Lap          | 21   |      |
| 16     | 21  | エステバン・グティエレス   | ハース-フェラーリ               | 50     | +1 Lap          | 14   |      |
| 17     | 9   | マーカス・エリクソン       | ザウバー-フェラーリ             | 50     | +1 Lap          | 20   |      |
| 18     | 88  | リオ・ハリアント           | MRT-メルセデス                  | 49     | +2 Laps         | 16   |      |
| Ret    | 14  | フェルナンド・アロンソ     | マクラーレン-ホンダ             | 42     | ギアボックス    | 13   |      |
| Ret    | 94  | パスカル・ウェーレイン     | MRT-メルセデス                  | 39     | ブレーキ        | 17   |      |
| Ret    | 55  | カルロス・サインツ         | トロ・ロッソ-フェラーリ         | 31     | サスペンション  | 18   |      |
| Ret    | 26  | ダニール・クビアト         | トロ・ロッソ-フェラーリ         | 6      | サスペンション  | 6    |      |
| ソース |     |                            |                                 |        |                 |      |      |

ファステストラップ
- ニコ・ロズベルグ（メルセデス） 1:46.485（48周目）

ラップリーダー
- ニコ・ロズベルグ（Lap 1-51）

追記
- ^1 - ライコネンはピットエントリーの白線を踏んだにもかかわらずピットレーンに入らなかったため、5秒加算ペナルティとペナルティポイント2点が科された[14][15]

## 第8戦終了時点でのランキング
|   | 順位 | ドライバー             | ポイント |
|   | 1    | ニコ・ロズベルグ       | 141      |
|   | 2    | ルイス・ハミルトン     | 117      |
|   | 3    | セバスチャン・ベッテル | 96       |
| 1 | 4    | キミ・ライコネン       | 81       |
| 1 | 5    | ダニエル・リカルド     | 78       |

|  | 順位 | コンストラクター                | ポイント |
|  | 1    | メルセデス                      | 258      |
|  | 2    | フェラーリ                      | 177      |
|  | 3    | レッドブル-タグ・ホイヤー       | 140      |
|  | 4    | ウィリアムズ-メルセデス         | 90       |
|  | 5    | フォース・インディア-メルセデス | 59       |

- 注：ドライバー、コンストラクター共にトップ5のみ表示。